# Lijst van Lord High Admirals en First Lords of the Admiralty of England
Zie ook: De Engelse Admiraliteit

## Lord High Admirals and First Lords of the Admiralty of England, (1413 - 1628)
- Thomas Beaufort, hertog van Exeter 1413–1426
- Jan, hertog van Bedford 1426–1435
- John Holland, 2e hertog van Exeter 1435–1447
- William de la Pole, 1e hertog van Suffolk 1447–1450
- Henry Holland, 3e hertog van Exeter 1450–1461
- William Neville, 1e graaf van Kent 1462
- Richard, hertog van Gloucester 1462–1470
- Richard Neville, graaf van Warwick 1470–1471
- Richard, hertog van Gloucester 1471–1483
- John Howard, 1e hertog van Norfolk 1483–1485
- John de Vere, 13e graaf van Oxford 1485–1513
- Edward Howard, admiraal 1513 (zoon van Thomas Howard, 2de hertog van Norfolk)
- Thomas Howard, 3de hertog van Norfolk, graaf van Surrey 1513–1525
- Henry Fitzroy, hertog van Richmond 1525–1536
- William Fitzwilliam, 1e graaf van Southampton 1536–1540
- John Russell, 1e graaf van Bedford 1540–1542
- Edward Seymour, 1e hertog van Somerset 1542–1543
- John Dudley, hertog van Northumberland 1543–1547
- Thomas Seymour, 1e hertog van Sudeley 1547–1549
- John Dudley, hertog van Northumberland, 1e graaf van Warwick 1549–1550
- Edward Clinton, 1e graaf van Lincoln 1550–1554
- William Howard, 1e Lord Howard of Effingham 1554–1558
- Edward Clinton, 1e graaf van Lincoln 1558–1585
- Charles Howard, 1e graaf van Nottingham (1597) 1585–1619
- George Villiers, 1e hertog van Buckingham 1619–1628

## Lords High Admirals and First Lords of the Admiralty of England, (1628 - 1708)
- Richard Weston, 1e graaf van Portland (First Lord of the Admiralty) 1628–1635
- Robert Bertie, 1e graaf van Lindsey (First Lord of the Admiralty) 1635–1636
- William Juxon, bisschop van Lincoln (First Lord of the Admiralty) 1636–1638
- Algernon Percy, 10e graaf van Northumberland (Lord High Admiral to 1642, then First Lord of the Admiralty) 1638–1643
- Francis Cottington, 1e Lord Cottington 1643–1646
- None 1646–1660
- James II van England, 1e hertog van York en hertog van Albany (Lord High Admiral) 1660–1673
- Charles II van England (Lord High Admiral) 1673
- Prince Rupert of the Palatinate, 1e hertog van Cumberland (Lord High Admiral) 1673–1679
- Sir Henry Capell, 1e Baron Capell (First Lord of the Admiralty) 1679–1681
- Daniel Finch, 2e graaf van Nottingham (First Lord of the Admiralty) 1681–1684
- Charles II van England (Lord High Admiral) 1684–1685
- James II van England (Lord High Admiral) 1685–1688
- William III van England (Lord High Admiral) 1689
- Arthur Herbert, 1e graaf van Torrington (Lord High Admiral to 1689, then First Lord of the Admiralty) 1689–1690
- Thomas Herbert, 8e graaf van Pembroke (First Lord of the Admiralty) 1690–1692
- Charles Cornwallis, 3e Lord Cornwallis of Eye (First Lord of the Admiralty) 1692–1693
- Anthony Carey, 5e Viscount Falkland (First Lord of the Admiralty) 1693–1694
- Edward Russell, 1e graaf van Oxford (First Lord of the Admiralty) 1694–1699
- John Egerton, 3e graaf van Bridgewater (First Lord of the Admiralty) 1699–1701
- Thomas Herbert, 8e graaf van Pembroke (Lord High Admiral) 1701–1702
- George van Denemarken (Lord High Admiral) 1702–1708

## Lords High Admirals of Great Britain, (1708 - 1709)
- Queen Anne (Lord High Admiral) 1708
- Thomas Herbert, 8e graaf van Pembroke (Lord High Admiral) 1708–1709

## First Lords of the Admiralty of Great Britain, (1709 - 1801)
- Edward Russell, 1e graaf van Oxford 1709–1710
- Sir John Leake 1710–1712
- Thomas Wentworth, 1e graaf van Strafford (1672-1739)|Thomas Wentworth, 1712–1714
- Edward Russell, 1e graaf van Oxford 1714–1717
- James Berkeley, 3e graaf van Berkeley 1717–1727
- George Byng, 1e Viscount Torrington 1727–1733
- Sir Charles Wager 1733–1742
- Daniel Finch, 8e graaf van Winchilsea 1742–1744
- John Russell, 4e hertog van Bedford 1744–1748
- John Montagu, 4e graaf van Sandwich 1748–1751
- George Anson, 1e Baron Anson 1751–1756
- Richard Grenville-Temple, 2e graaf van Temple 1756–1757
- Daniel Finch, 8e graaf van Winchilsea 1757
- George Anson, 1st baron Anson 1757–1762
- George Montague-Dunk, 2e graaf van Halifax 1762
- George Grenville 1762–1763
- John Montagu, 4e graaf van Sandwich 1763
- John Perceval, 2e graaf van Egmont 1763–1766
- Sir Charles Saunders 1766
- Sir Edward Hawke, 1e Baron Hawke 1766–1771
- John Montagu, 4e graaf van Sandwich 1771–1782
- Augustus Keppel, 1e Viscount Keppel 1782–1783
- Richard Howe, 1e graaf van Howe, 4e Viscount Howe 1783
- Augustus Keppel, 1e Viscount Keppel 1783
- Richard Howe, 1e graaf Howe, 4e Viscount Howe 1783–1788
- John Pitt, 2e graaf van Chatham 1788–1794
- George John Spencer, 2e graaf van Spencer 1794–1801

## First Lords of the Admiralty of the United Kingdom, (1801 - 1964)
- John Jervis, 1e graaf van Sint Vincent 1801–1804
- Henry Dundas, 1st Viscount Melville 1804–1805
- Charles Middleton, 1e Baron Barham 1805–1806
- Charles Grey, 2e graaf van Grey, 1e Viscount Howick 1806
- Thomas Grenville 1806–1807
- Henry Phipps, 1e graaf van Mulgrave, 3e Baron van Mulgrave 1807–1810
- Charles Philip Yorke 1810–1812
- Robert Dundas, 2e Viscount van Melville 1812–1827
- William IV van het verenigd koninkrijk, hertog van Clarence (Lord High Admiral) 1827–1828
- Robert Dundas, 2e Viscount van Mulgrave 1828–1830
- Sir James Robert George Graham 1830–1834
- George Eden, 1e graaf van Auckland, 2e Baron van Auckland 1834
- Thomas Robinson, 2e graaf van Grey 1834–1835
- George Eden, 1e graaf van Auckland, 2e Baron van Auckland 1835
- Gilbert Elliot-Murray-Kynynmound, 2e graaf van Minto 1835–1841
- Thomas Hamilton, 9e graaf van Haddington 1841–1846
- Edward Law, 1e graaf van Ellenborough 1846
- George Eden, 1e graaf van Auckland 1846–1849
- Sir Francis Thornhill Baring, 1e Francis Thornhill Baring 1849–1852
- Algernon Percy, 4e hertog van Northumberland 1852
- Sir James Graham 1852–1855
- Sir Charles Wood, 1e Viscount Halifax 1855–1858
- John Somerset Pakington, 1e baron van Hampton 1858–1859
- Edward Adolphus Seymour, 12e hertog van Somerset 1859–1866
- John Somerset Pakington, 1e baron van Hampton 1866–1867
- Henry Thomas Lowry Corry 1867–1868
- Hugh Childers 1868–1871
- George Joachim Goschen, 1e Viscount Goschen 1871–1874
- George Ward Hunt 1874–1877
- William Henry Smith 1877–1880
- Thomas George Baring, 1e graaf van Northbrook 1880–1885
- Lord George Hamilton 1885–1886
- George Robinson, 1e markies van Ripon 1886
- Lord George Hamilton 1886–1892
- John Poyntz Spencer, 5e graaf Spencer 1892–1895
- George Joachim Goschen 1895–1900
- William Waldegrave Palmer, 2e graaf van Selborne 1900–1905
- Frederick Archibald Vaughan Campbell, 3e graaf van Cawdor 1905
- Edward Marjoribanks, 2e baron van Tweedmouth 1905–1908
- Reginald McKenna 1908–1911
- Winston Churchill 1911–1915
- Arthur Balfour 1915–1916
- Edward Carson 1916–1917
- Eric Geddes 1917–1919
- Walter Hume Long 1919–1921
- Arthur Hamilton Lee, 1e Viscount Lee van Fareham 1921–1922
- Leopold Stennett Amery 1922–1924
- Frederic John Napier Thesiger, 1e Viscount Chelmsford 1924
- William Clive Bridgeman, 1e Viscount Bridgeman 1924–1929
- A. V. Alexander 1929–1931
- Austen Chamberlain 1931
- Bolton Eyres-Monsell, 1e Viscount van Monsell 1935) 1931–1936
- Samuel Hoare, 1e Viscount van Templewood 1936–1937
- Duff Cooper, 1e Viscount van Norwich 1937–1938
- James Stanhope, 7e graaf van Stanhope 1938–1939
- Winston Churchill 1939–1940
- A. V. Alexander 1940–1945
- Brendan Bracken 1945
- A. V. Alexander 1945–1946
- George Henry Hall 1946–1951
- Frank Pakenham, 7e graaf van Longford, 1e baron van Pakenham 1951
- James Thomas, 1e Viscount van Cilcennin (1955) 1951–1956
- Quintin Hogg, 1e Baron Hailsham 1956–1957
- George Douglas-Hamilton, 10e graaf van Selkirk 1957–1959
- Peter Alexander Rupert Carington, 6e Baron van Carrington, 1959–1963
- George Patrick John Rushworth Jellicoe, 2e graaf van Jellicoe 1963–1964

## Lord High Admiral, (1964 - present)
- Elizabeth II van het Verenigd Koninkrijk, 1964- 2011
- Prins Philip, 2011 - 2021